# Indias hanauesas

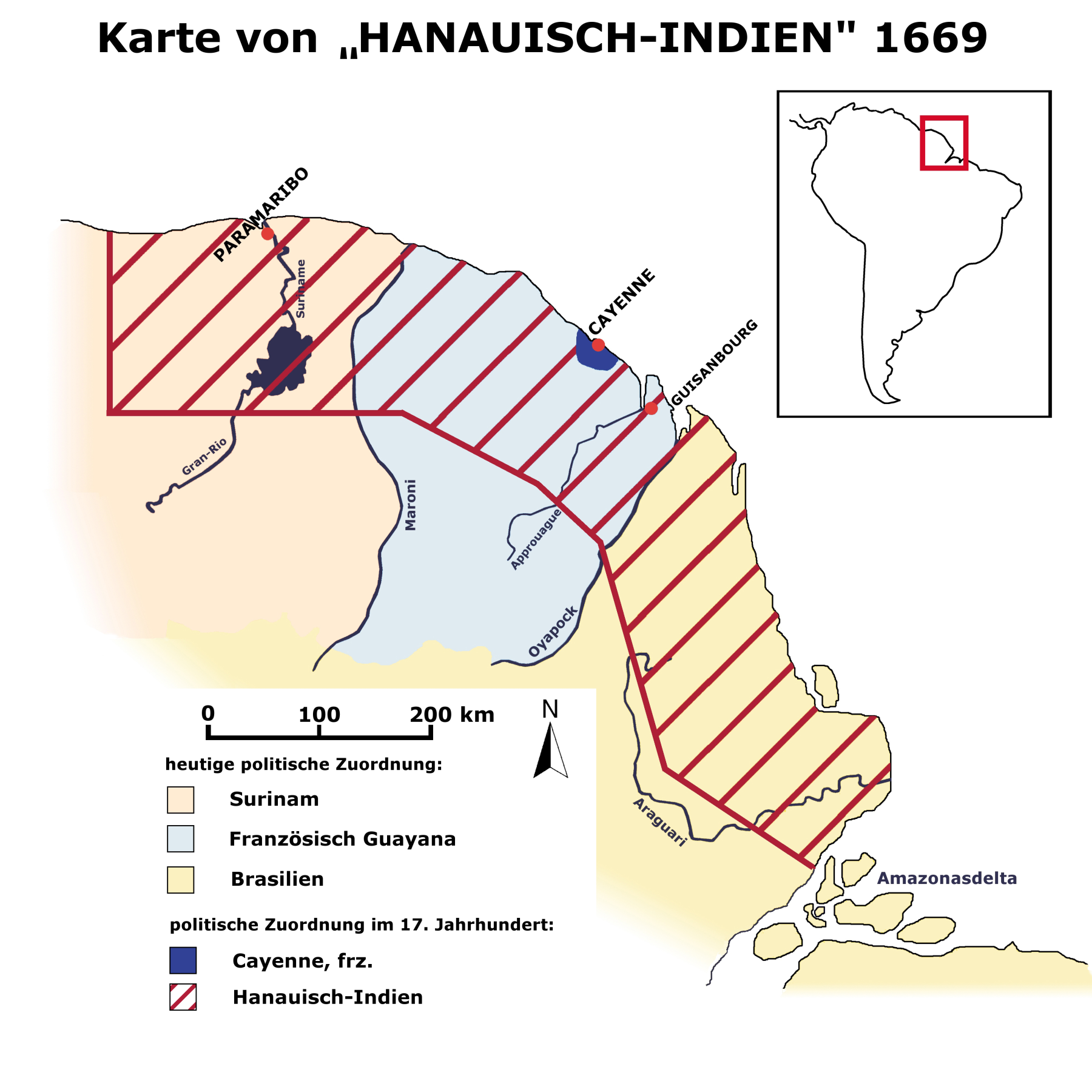
Mapa de los Indias hanauesas en 1669.

Las Indias hanauesas (en alemán: Hanauisch-Indien) o Nueva Alemania (en alemán: Neu Deutschland) es el nombre de un contrato comercial firmado en 1669 entre el conde Federico Casimiro de Hanau y la Compañía Neerlandesa de las Indias Orientales. Este contrato nunca se aplicó; se trataba de fundar una colonia alemana en América del Sur en los territorios de la actual Surinam, la Guayana Francesa y Brasil, entre los ríos Orinoco y Amazonas.

## Historia

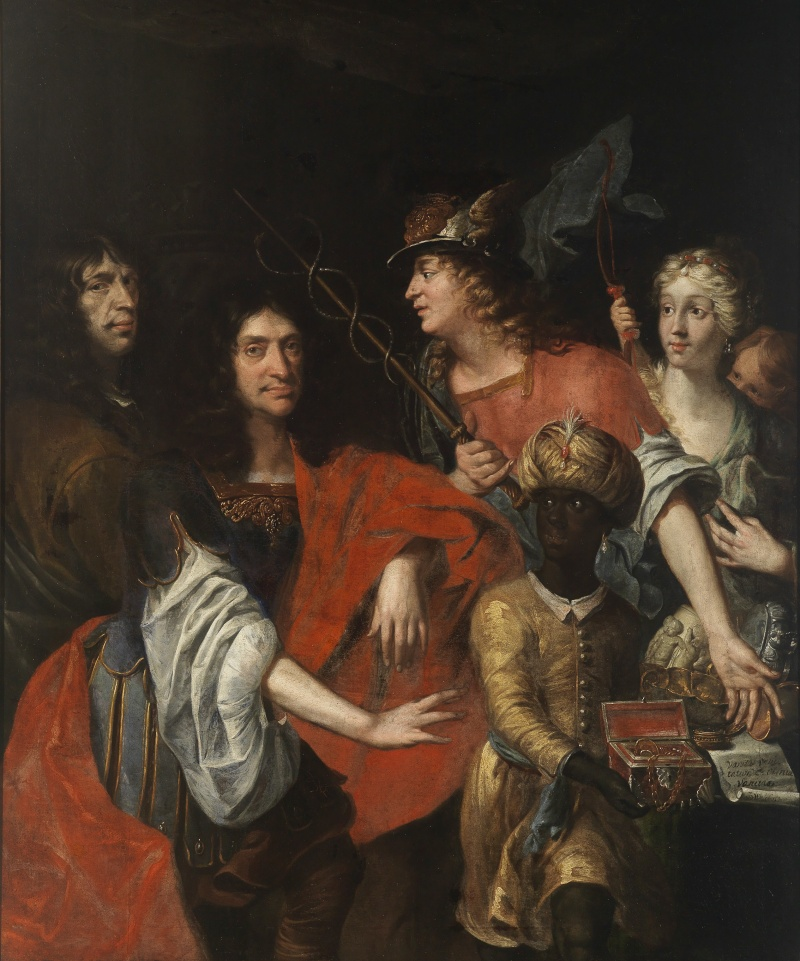
Johann David Welcker: Alegoría sobre la adquisición de Surinam por el conde Federico Casimiro de Hanau en 1669. (1676) Staatliche Kunsthalle Karlsruhe.

En julio de 1669 el consejero privado de Hanau, Johann Joachim Becher, fue a Ámsterdam y firmó, en nombre del conde Federico Casimiro de Hanau, un acuerdo con la Compañía Neerlandesa de las Indias Occidentales para tomar posesión de un territorio de 3000 millas² neerlandesas (aproximadamente 100 000 km²). El objetivo era fundar una colonia alemana en América del Sur y, como parte de una economía mercantilista, desarrollar la balanza comercial positiva para compensar las dificultades financieras de los condados de Hanau-Lichtenberg y Hanau-Münzenberg, ambos liderados por el conde de Hanau. El contrato otorgó amplios derechos a la Compañía Neerlandesa de las Indias Occidentales, por ejemplo, un monopolio en el transporte comercial de la colonia.
El área de colonización propuesta era mucho más grande que el propio condado de Hanau; aproximadamente 44 millas² neerlandesas (casi 1500 km²). Desde el principio hubo una falta de oportunidades para financiar un proyecto de colonización de este tipo. El proyecto se saldó con un fiasco financiero para el condado de Hanau. En 1672, se intentó revender el contrato al rey de Inglaterra, pero este no respondió. En el mismo año, el proyecto finalmente fracasó debido al estallido de la guerra franco-neerlandesa.
Para compensar el desastre financiero, Federico Casimiro buscó varias soluciones. Podría haber prometido el condado de Hanau-Lichtenberg al duque de Lorena y, como beneficio adicional, negar su fe protestante para obtener apoyo del lado católico. El conde también podría haber confiado las muy lucrativas salinas de Bad Nauheim al landgrave Jorge Cristián de Hesse-Homburg. Para poner fin a este insano proyecto de colonización de un territorio americano tan grande por parte de un estado alemán tan pequeño, los herederos de Federico Casimiro lo depusieron en 1680 y dirigieron el condado de Hanau en su lugar hasta su muerte acontecida en 1685.